# GBX2
GBX2‏ (Gastrulation brain homeobox 2) هوَ بروتين يُشَفر بواسطة جين GBX2 في الإنسان.